# Avril 1765
Cette page présente les faits marquants du mois d'avril 1765.

## Décès
- 15 avril : Mikhaïl Lomonossov, chimiste, physicien, astronome, historien, poète, dramaturge, linguiste, slaviste, pédagogue et mosaïste russe (° 19 novembre 1711).